# Roșiori (Ialomița)
Roșiori è un comune della Romania di 2 040 abitanti, ubicato nel distretto di Ialomița, nella regione storica della Muntenia.